# Ventripila
Ventripila is een geslacht van hooiwagens uit de familie Cranaidae.
De wetenschappelijke naam Ventripila is voor het eerst geldig gepubliceerd door Roewer in 1917. 

## Soorten
Ventripila is monotypisch en omvat slechts de volgende soort:
- Ventripila marginata